# ستيوارت شو (دراج)
ستيوارت شو (بالإنجليزية: Stuart Shaw)‏ هو دراج أسترالي، ولد في 19 نوفمبر 1977 في كانبرا في أستراليا.

## وصلات خارجية
- ستيوارت شو على موقع أرشيف الدراجات (الإنجليزية)
- ستيوارت شو على موقع إحصائيات الدراجات الإحترافية (الإنجليزية)
- ستيوارت شو على موقع نسبة الدراجات (الإنجليزية)